# Kilobit
Un kilobit és una unitat d'informació, abreujada sovint kbit o kb.
La definició estàndard és que 1 kilobit = 103 = 1,000 bits. En el context de les mides d'espai de memòria i d'adreces, l'alternativa binaria és 2¹⁰ = 1,024 bits s'usa a vegades, tot i que aquest ús és ambigu.
Els kilobits se solen usar per mesurar la velocitat de connexió, per exemple 56kbit/s un mòdem o 1024kbit/s una amplada de banda. En el context de les velocitats de transmissió de telecomunicació, la definició decimal és 1 kbit = 1000 bit la qual se sol usar.
El kilobit està relacionat amb el kibibit, que inequívocament és 2¹⁰ = 1,024 bits.